# 诺雷尼亚
诺雷尼亚，是西班牙阿斯图里亚斯的一个市镇。总面积5平方公里，总人口4490人（2001年），人口密度898人/平方公里。